# Blind trust
Un blind trust è una forma di trust costituita allo scopo di separare completamente un soggetto dal proprio patrimonio, al fine di evitare alcune forme di conflitto di interessi.
Tecnicamente si tratta di un affidamento fiduciario (trust) nel quale il titolare (settlor) conferisce il proprio patrimonio a un consiglio direttivo (trustee) che lo amministra per suo conto, scegliendo nella più completa libertà le forme di investimento più opportune, senza obbligo di rendiconto (anzi, con espresso divieto), e ciò fino alla scadenza di un termine o al verificarsi di una condizione (ad esempio, la cessazione da una carica).
Tipicamente, il blind trust viene costituito da soggetti che accedono a cariche pubbliche di altissima rilevanza, al fine di assicurare che le decisioni da essi prese nell'interesse pubblico non possano essere influenzate dal proprio interesse personale. Il blind trust è lo strumento più idoneo a raggiungere tale scopo, in quanto il costituente non ha idea di quali siano i settori economici nei quali è investito il suo patrimonio e pertanto non è in grado di favorirli nel proprio agire.